# Pseudaugochlora pulchra
Pseudaugochlora pulchra är en biart som beskrevs av Engel 2000. Pseudaugochlora pulchra ingår i släktet Pseudaugochlora och familjen vägbin. Inga underarter finns listade i Catalogue of Life.